# Cỏ biếc
Cỏ biếc là một bộ phim truyền hình được thực hiện bởi Hãng phim Truyền hình Thành phố Hồ Chí Minh, Đài Truyền hình Thành phố Hồ Chí Minh do Nguyễn Quốc Hưng làm đạo diễn. Phim phát sóng vào lúc 17h30 hàng ngày bắt đầu từ ngày 14 tháng 3 năm 2013 và kết thúc vào ngày 17 tháng 4 năm 2013 trên kênh HTV9.

## Nội dung
Cỏ biếc xoay quanh Hai Quốc và Nam, hai anh em cùng cha khác mẹ trong một gia đình giàu có - chủ trang trại bò Hai Dư. Từ nhỏ hai anh em luôn đối kháng và mâu thuẫn với nhau, đơn thuần không xuất phát từ việc khác dòng máu, khi mà mẹ của Nam chính là Tám Tuyết - dì ruột của Hai Quốc. Mối quan hệ của Hai Quốc và Nam càng căng thẳng hơn khi cả hai cùng yêu thương một người con gái tên Khanh…

## Diễn viên
- Trương Minh Quốc Thái trong vai Hai Quốc
- Trương Thanh Long trong vai Nam
- NSND Đoàn Dũng trong vai Hai Dư
- Thân Thúy Hà trong vai Tám Tuyết
- Thiên Thanh trong vai Khanh
- Lã Thiên Cầm trong vai Năm Lai
- Bùi Tiểu Bình trong vai Xí Muội
- Bùi Anh Thư trong vai Tú
- Quốc Cường trong vai Mười Phát

Cùng một số diễn viên khác....

## Ca khúc trong phim
Bài hát trong phim là ca khúc "Chân trời cỏ biếc" do Bảo Chấn sáng tác và Duy Linh thể hiện.

## Giải thưởng
| Năm  | Giải thưởng                                | Hạng mục                                | (Người) đề cử         | Kết quả   | Tham khảo   |
| ---- | ------------------------------------------ | --------------------------------------- | --------------------- | --------- | ----------- |
| 2013 | Liên hoan Truyền hình Toàn quốc lần thứ 33 | Phim truyền hình                        | —                     | Giải vàng | [ 7 ] [ 8 ] |
| 2014 | HTV Awards                                 | Nam diễn viên chính được yêu thích nhất | Trương Minh Quốc Thái | Đề cử     | [ 9 ]       |